# Robot Cache
Robot Cache ist eine Internet-Vertriebsplattform für den Kauf und Verkauf von Computerspielen, die im Januar 2018 von dem US-amerikanischen Computerspieleentwickler Brian Fargo gegründet wurde und seit dem Mai 2020 im OpenBeta Status ist.

## Inhalt

### Kauf und Verkauf
Auf der Vertriebsplattform können Computerspiele gekauft und verkauft werden. Bei einem Weiterverkauf soll der Entwickler oder Publisher dabei 70 % des Erlöses erhalten, der Käufer 25 % und die Plattform 5 % Provision. Bei Neukäufen sollen 95 % an den Entwickler bzw. Publisher gehen. Bezahlt wird mit der eigenen Kryptowährung Iron oder alternativ per PayPal oder Kreditkarte.

### Sicherheit und Kryptowährung
Die Transaktionen werden dabei mithilfe einer Blockchain abgesichert. Hierfür kommt die eigene Kryptowährung Iron zum Einsatz, die durch Krypto-Mining mittels der eigenen Hardware oder den Kauf von Spielen erworben wird. Zudem sollen Influencer für Werbung für die Plattform auf YouTube, Twitch etc. bereits mit der Kryptowährung entlohnt werden. Unklar sei allerdings, wieso der Marktplatz dezentral sein muss.

## Geschichte
Die Seite wurde von dem leitenden Computerspieleentwickler von inXile Entertainment und ehemaligen Chef von Interplay und Black Isle Studios, Brian Fargo und Lee Jacobson, am 17. Januar 2018 gegründet. Mit neuen Funktionen versucht er dabei Steam, dem führenden Markt für Computerspiele, seine Monopolstellung zu nehmen und den Gebrauchtmarkt im Online-Handel von Computerspielen wieder zu vereinfachen. Zum Start sollen 1.000 Titel bereitstehen.

## Kritik
Kritiker bezweifeln, dass es der Plattform gelingen wird eine ernsthafte Konkurrenz für Steam zu werden und verweisen dabei auf andere Plattformen wie Origin, GOG.com, Uplay und den Windows Store. Allerdings sehen sie auch eine Chance darin, dass das System von dem Verkauf gebrauchter Spiele in anderen Plattformen dadurch überarbeitet wird. Die Blockchain-Technik alleine sei zudem noch kein ausreichender Schutz vor Betrug. Zudem wird die Effizienz des Minings, zum Beispiel im Bezug auf die Kosten des Stromverbrauchs, bezweifelt.